# Cochleoïde

Een cochleoïde met a = 1.

cochleoide and inversie

Een cochleoïde (Grieks: kochlias = slak, eidos = vorm, gedaante) is een kromme die ontstaat als men op ieder van de cirkels die in een punt O aan een rechte raken, van O uit naar dezelfde kant een constante lengte a afpast.
Neemt men de rechte als poolas van een systeem van poolcoördinaten met oorsprong O, dan is de vergelijking van de kromme
{\displaystyle r={\frac {a\sin \theta }{\theta }}}
In een Cartesisch coördinatenstelsel
{\displaystyle (x^{2}+y^{2})\arctan {\frac {y}{x}}=ay}
of met een parametervergelijking
{\displaystyle x={\frac {a\sin t\cos t}{t}}}
{\displaystyle y={\frac {a\sin ^{2}t}{t}}}
De kromme is een spiraal die oneindig vaak in O aan de gegeven rechte raakt.  De vorm doet engiszins denken aan die van een slak, vandaar de naam.  De kromme ontstaat ook door de inversie ten opzichte van O uit de quadratix van Hippias.